# Feels
Pour les articles homonymes, voir The Feels et Feel.
Singles de Calvin Harris
Rollin
(2017) Faking It
(2017)
Singles par Pharrell Williams
Heatstroke
(2017) Sangria Wine
(2018)
Singles par Katy Perry
Swish Swish
(2017) Save as Draft
(2017)
Singles par Big Sean
Jump Out the Window
(2017) Miracles (Someone Special)
(2017)
Feels est une chanson du DJ et musicien écossais Calvin Harris en featuring avec Pharrell Williams, Katy Perry et Big Sean, sortie en 2017. Le titre est extrait de l'album Funk Wav Bounces Vol. 1, faisant suite à Slide, Heatstroke et Rollin. Il a obtenu un certain succès, se classant numéro 1 des ventes dans plusieurs pays.

## Clip vidéo
Deux clips vidéo existent pour cette chanson. Le premier, sorti le 26 juin 2017 sur Youtube, montre Calvin Harris, Pharrell Williams, Katy Perry et Big Sean sur une île déserte. Le deuxième, sorti le 27 août 2017, montre les quatre artistes interpréter le titre sur scène.

## Classements hebdomadaires
| Classements (2017)                      | Meilleure position |
| --------------------------------------- | ------------------ |
| Allemagne (Media Control AG)            | 9                  |
| Australie (ARIA)                        | 3                  |
| Autriche (Ö3 Austria Top 40)            | 5                  |
| Belgique (Flandre Ultratop 50 Singles)  | 3                  |
| Belgique (Wallonie Ultratop 50 Singles) | 1                  |
| Canada (Hot 100)                        | 5                  |
| Danemark (Tracklisten)                  | 4                  |
| Écosse (OCC)                            | 2                  |
| Espagne (PROMUSICAE)                    | 25                 |
| États-Unis (Hot 100)                    | 20                 |
| Finlande (Suomen virallinen lista)      | 10                 |
| France (SNEP)                           | 6                  |
| France (SNEP Ventes)                    | 1                  |
| Irlande (IRMA)                          | 3                  |
| Italie (FIMI)                           | 20                 |
| Norvège (VG-lista)                      | 5                  |
| Nouvelle-Zélande (RMNZ)                 | 2                  |
| Pays-Bas (Nederlandse Top 40)           | 6                  |
| Pays-Bas (Single Top 100)               | 9                  |
| Pologne (ZPAV)                          | 1                  |
| Portugal (AFP)                          | 8                  |
| Royaume-Uni (UK Singles Chart)          | 1                  |
| Suède (Sverigetopplistan)               | 18                 |
| Suisse (Schweizer Hitparade)            | 6                  |